# Superstition (노래)
〈Superstition〉은 미국의 싱어송라이터 스티비 원더의 노래다. 1972년 10월 24일, 타말라의 열다섯 번째 스튜디오 음반 《Talking Book》(1972년)의 리드 싱글로 발매되었다. 그 가사는 인기 있는 미신과 그들의 부정적인 영향을 묘사한다.
〈Superstition〉은 미국 빌보드 핫 100과 솔 싱글 차트 1위에 올랐다. 1963년 〈Fingertips, Pt. 2〉 이후 원더의 첫 1위 싱글이었다. 1973년 2월 영국 싱글 차트에서 11위로 정점을 찍었다. 2004년 11월, 《롤링 스톤》은 이 곡을 "역사상 가장 위대한 노래 500곡" 중 74위로 선정했다.